# Мухлис, Хамдулла
Мавлави Хамдулла Мухлис (مولوی حمد اللہ مخلص) бывший член афганских талибов и командир Кабульского корпуса с 4 октября по 2 ноября 2021 года. Маулви Хамдулла также известен как Завоеватель Кабула, потому что он был первым высокопоставленным военным командиром Талибана, который вошел в президентский дворец Афганистана в день падения столицы Кабула в 2021 году На фотографиях из президентского дворца после захвата власти запечатлели Маулви Хамдуллу, сидящего на кресле бывшего президента Ашрафа Гани, которого поддерживали США. Хамдулла Мухлис был членом сети Хаккани и старшим офицером спецназа Бадри. Он был убит 2 ноября 2021 года в результате теракта в больнице в Кабуле.

## Смерть
Хамдулла скончался 2 ноября 2021 года в результате нападения смертника на больницу в Кабуле. Представители талибов, связанные со СМИ, заявили, что, когда он узнал, что военный госпиталь Дауд Хан подвергся нападению, Мухлис поспешил на место происшествия. «Мы пытались остановить его, но он засмеялся», - заявили официальные лица. «Позже мы узнали, что он погиб во время драки два на один в больнице». Хамдулла Мухлис — самый высокопоставленный лидер талибов, убитый с тех пор, как талибы взяли под свой контроль Афганистан в августе этого года.